# Sablia rosea
Sablia rosea är en fjärilsart som beskrevs av Barend J. Lempke 1964. Sablia rosea ingår i släktet Sablia och familjen nattflyn. Inga underarter finns listade.